# 3820 Sauval
3820 Sauval је астероид главног астероидног појаса чија средња удаљеност од Сунца износи 3,007 астрономских јединица (АЈ).
Апсолутна магнитуда астероида је 11,9.